# Andreas De Leenheer
Andreas, baron De Leenheer, né le 16 mai 1941 à Zele et mort le 20 novembre 2022 à Gand,, est un biologiste et professeur belge flamand, ancien recteur de l'Université de Gand. Il est candidat en biologie, pharmacien, docteur en sciences pharmaceutiques (UGent) et agrégé de l'enseignement supérieur.
Il fut assistant (1962-1971), puis professeur à l'Université de Gand. Il enseigne dans les Facultés de Pharmacie, de Médecine, de Droit et de Sciences biochimiques, chimie clinique, radio-immunologie et toxicologie. Il développe des méthodes instrumentales analytiques pour la bio-analyse de vitamines lipophiles et des hormones, des médicaments et des matières toxiques.

## Mandats
- 1971-1993 : Chef des Laboratoires de biochimie médicale et d'analyse clinique
- 1992-1993 : Chef du Laboratoire de Toxicologie
- 1993-1997 : Président du groupe analyse biologique
- 1984-1992 : Chef de la Faculté de sciences pharmaceutiques
- 1977- : membre du conseil de Recherche
- 1996-1997 : membre du CA de l'UGent et du CA de l'hôpital universitaire
- 1987-1998 : membre et président de la Commission pharmacologique du NFWO[Quoi ?]
- 1995- : membre du conseil consultatif de bio-éthique
- 1997-2001 : Vice-recteur de l'Université de Gand
- 2001-2005 : recteur de l'Université de Gand et en tant que tel :
  - président du CA et du collège de gestion et de différents conseils et commissions ;
  - président du conseil de recherche ;
  - président du CA du centre d'incubation et d'innovation (IIC) ;
  - président du Comité de gestion du parc scientifique de l'UGent ;
  - président du fonds Baekeland et Film-Plateau ;
  - président du CA de l'hôpital universitaire de Gand.

Andreas De Leenheer est membre du VL.I.R. - Vlaamse Interuniversitaire Raad, du Bureau et CA du fonds de recherche scientifique FWOVlaanderen, du VRWB - Vlaamse Raad voor Wetenschapsbeleid, du Conseil fédéral de la politique scientifique, du Stuurgroep IUAP - Interuniversitaire Attractiepolen, du CA du Vlaams Interuniversitair Instituut voor Biotechnologie (VIB) et de l’Interuniversitair Micro-electronica Centrum (IMEC).

## Distinctions
Andreas De Leenheer a obtenu concession de noblesse héréditaire et du titre personnel de baron, accordée par le roi Albert II de Belgique en 2009. Sa devise est « Vincit qui se vincit ».

## Publications
Andreas De Leenheer est membre du Conseil éditorial de 10 publications internationales et d'une trentaine d'associations scientifiques étrangères. Il est (co-)auteur de plus de 300 publications scientifiques et 40 ouvrages[réf. nécessaire]. Il est (co-)organisateur de congrès traitant de spectrométrie de masse et de drogues.

## Prix Andreas-De-Leenheer
Prix biennal d'une valeur de 1 500 €, décerné à des candidats doctorants, occupant un mandat postdoctoral à l'UGent. Il le fut pour la première fois le 3 octobre 2006 à Gand.
Il sert à stimuler de jeunes scientifiques dans leur domaine (sciences alpha, beta, gamma).

## Prix Marianne-De-Leenheer
Prix annuel (de 2009 à 2018) de 1 250 €, décerné à un étudiant de l'UGent de moins de 25 ans, qui a réussi à résoudre un problème mathématique publié dans SIAM: Problems and Solutions.
De Leenheer a créé ce prix en mémoire de sa fille Marianne, tuée par un chauffard en 1991 à l'âge de 15 ans.